# Königsmühle (Erlangen)

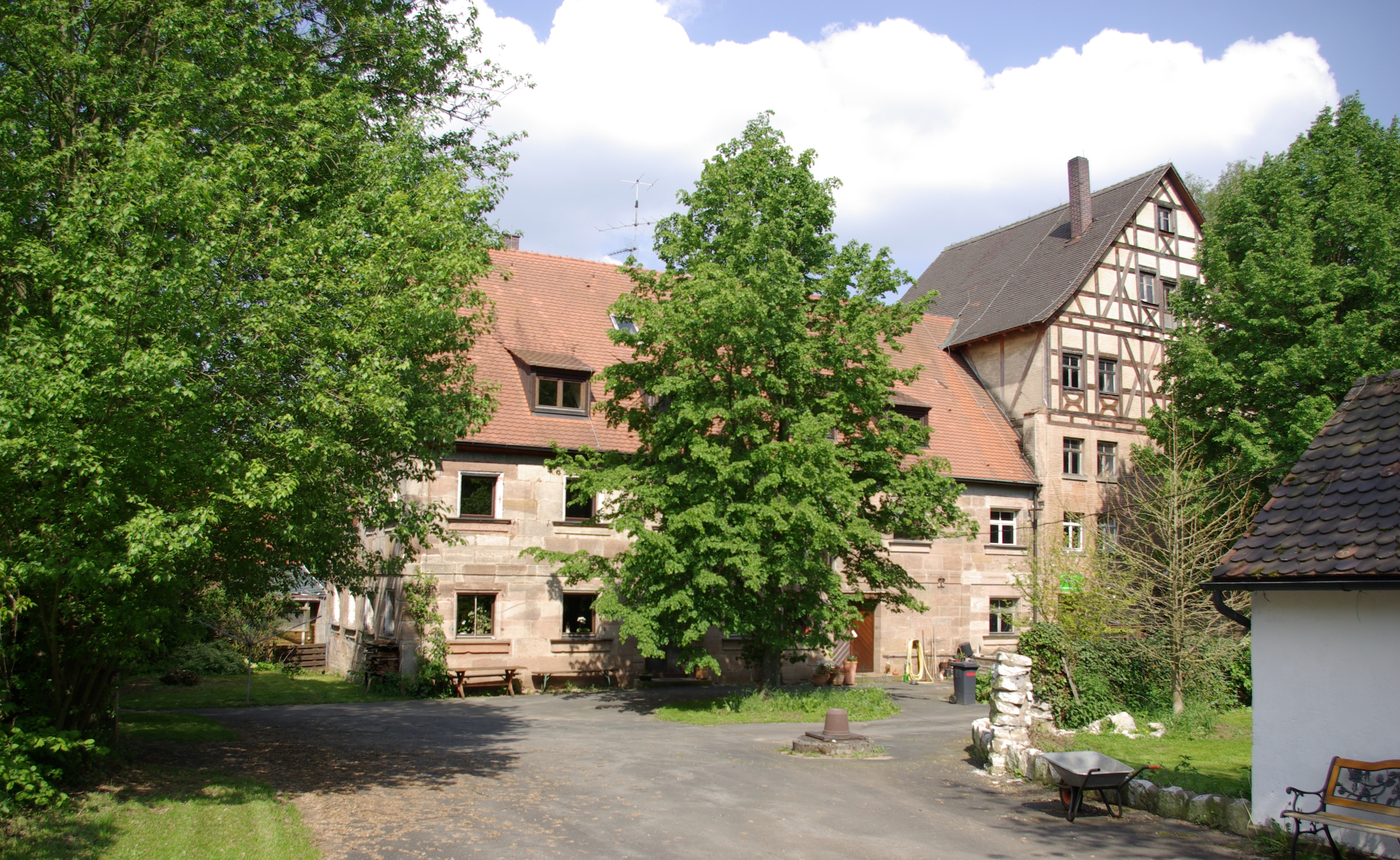
Königsmühle

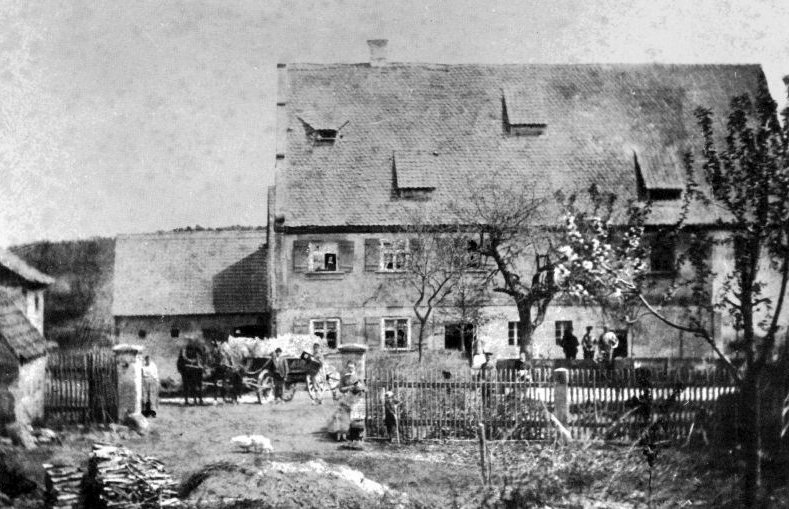
Königsmühle um 1890

Königsmühle (fränkisch: Keenigs-miel) ist ein Gemeindeteil der kreisfreien Stadt Erlangen (Mittelfranken, Bayern) auf dem Gebiet der Gemarkung Eltersdorf.

## Geographie
Die Königsmühle liegt an der Gründlach, die 0,5 km weiter westlich in die Regnitz mündet. Im Süden grenzt das Rosrieholz an. Ein Anliegerweg führt zur Staatsstraße 2242 ca. 0,5 km südlich von Eltersdorf.

## Geschichte
Bei dem Ort handelt es sich um ein staufisches Königsgut. Am 16. Januar 1343 wurde er wahrscheinlich erstmals urkundlich erwähnt, als die Burggrafschaft Nürnberg die Veste Gründlach samt Zugehörungen an die Gräfin Kunigunde von Orlamünde verkauften.
Gegen Ende des 18. Jahrhunderts gehörte Königsmühle zur Realgemeinde Kleingründlach. Das Hochgericht übte das brandenburg-ansbachische Stadtvogteiamt Langenzenn aus. Grundherr war der Nürnberger Eigenherr von Haller.
Von 1797 bis 1808 unterstand der Ort dem Justiz- und Kammeramt Cadolzburg. Im Rahmen des Gemeindeedikts wurde Königsmühle dem 1808 gebildeten Steuerdistrikt Stadeln und der im selben Jahr gegründeten Ruralgemeinde Stadeln zugeordnet. In der freiwilligen Gerichtsbarkeit unterstand der Ort von 1821 bis 1848 dem Patrimonialgericht Großgründlach.
Am 1. Juli 1972 wurde die Königsmühle im Zuge der Gebietsreform in Bayern mit Stadeln nach Fürth eingemeindet. Am 1. Januar 1977 wurde sie nach Erlangen umgemeindet und dort der Gemarkung Eltersdorf zugeschlagen.
In den Morgenstunden des 25. März 1984 kam es zu einer Explosion der in unmittelbarer Nähe verlaufenden Mittel-Europäischen Gasleitung. Bei der Explosion wurden die Gebäude der Mühle durch die Hitzeeinwirkung beschädigt.
Am 20. Januar 2022 fand ein größerer Polizeieinsatz auf dem Gelände der Königsmühle statt, da es Hinweise auf eine illegale Schule gab. Es wurden 15 schulpflichtige Kinder angetroffen. Die Regierung von Mittelfranken untersagte den Betrieb der staatlich nicht genehmigten Schule. Das Bayerische Landesamt für Verfassungsschutz sprach von Verbindungen in die Szene der Reichsbürger.

### Baudenkmal
- Königsmühle 1: Mühlenanwesen mit Wohnhaus, Scheune und Remise

### Einwohnerentwicklung
| Jahr      | 001818 | 001840 | 001861 | 001871 | 001885 | 001900 | 001925 | 001950 | 001961 | 001970 | 001987 |
| Einwohner | 5      | 7      | 11     | 8      | 9      | 9      | 9      | 9      | 4      | 4      | 5      |
| Häuser    | 1      | 1      |        |        | 1      | 1      | 1      | 1      | 1      |        | 1      |
| Quelle    | [ 12 ] | [ 13 ] | [ 14 ] | [ 15 ] | [ 16 ] | [ 17 ] | [ 18 ] | [ 19 ] | [ 20 ] | [ 21 ] | [ 2 ]  |

## Religion
Der Ort ist seit der Reformation evangelisch-lutherisch geprägt und nach St. Laurentius (Großgründlach) gepfarrt, seit der zweiten Hälfte des 19. Jahrhunderts ist die Pfarrei St. Egidien (Eltersdorf) zuständig. Die Einwohner römisch-katholischer Konfession sind nach St. Hedwig (Großgründlach) gepfarrt.